# Sicherungsverfahren
Das Sicherungsverfahren ist eine besondere Verfahrensart innerhalb des Strafrechts, die der selbständigen Anordnung von Maßregeln der Besserung und Sicherung (§ 61 StGB) dient und an Stelle einer Anklageerhebung durchgeführt wird. 

## Voraussetzungen
Voraussetzung für die Eröffnung des Sicherungsverfahrens ist nach § 413 StPO, dass ein normales Strafverfahren wegen Schuldunfähigkeit (§ 20 StGB) oder dauernder Verhandlungsunfähigkeit des Täters nicht durchgeführt werden kann, aber anstatt einer Verurteilung zu Freiheitsstrafe seine Unterbringung in einem psychiatrischen Krankenhaus oder in einer Entziehungsanstalt in Betracht kommt.
Ist in der Sache bereits die Hauptverhandlung außerhalb des Sicherungsverfahrens eröffnet worden, kann mangels Rechtsgrundlage nicht mehr nachträglich ein Sicherungsverfahren eröffnet werden, wenn sich erst während der laufenden Hauptverhandlung die Schuldunfähigkeit oder dauernde Verhandlungsunfähigkeit des Täters ergibt. In letzterem Fall kann das dazu führen, dass der Täter nicht verurteilt werden kann, auch wenn ansonsten die Voraussetzungen für eine Maßregel der Sicherung und Besserung vorliegen.
Ein Adhäsionsverfahren im Rahmen eines Sicherungsverfahrens ist unzulässig. Hingegen ist es nach neuerer Rechtsprechung durchaus zulässig, dass sich das Opfer dem Sicherungsverfahren im Rahmen der Nebenklage anschließt. Verfahrenshindernisse, die der Durchführung eines Strafverfahrens entgegenstehen (z. B. Verjährung, Fehlen des erforderlichen Strafantrags) stehen auch der Durchführung des Sicherungsverfahrens entgegen.

## Verfahrensvorschriften
An Stelle der Anklageschrift tritt im Sicherungsverfahren eine Antragsschrift der Staatsanwaltschaft. Die Antragsschrift muss die konkrete Maßregel benennen, die die Staatsanwaltschaft gegen den Täter zu verhängen anstrebt, ohne dass das Gericht an die Verhängung der beantragten Maßregel gebunden ist. (§ 414 StPO) 
In der Hauptverhandlung ist ein (in der Regel psychiatrischer) Sachverständiger hinzuzuziehen, der ein Gutachten über etwa bestehende Gefährlichkeit des Beschuldigten sowie eine Gefährlichkeitsprognose abgibt. Dem Beschuldigten ist unter allen Umständen ein Verteidiger zu bestellen (§ 140 StPO). Grundsätzlich ist der Beschuldigte auch im Sicherungsverfahren zur Anwesenheit in der Hauptverhandlung verpflichtet; ist ihm das allerdings gesundheitlich nicht möglich oder kann der Täter aufgrund seiner Gefährlichkeit nicht dem Gericht vorgeführt werden, kann das Gericht die Hauptverhandlung in Abwesenheit des Beschuldigten durchführen. In diesem Fall hat ein beauftragter Richter den Beschuldigten persönlich unter Anwesenheit des Sachverständigen zu vernehmen. Ebenso ist es möglich, dass der Beschuldigte die Hauptverhandlung nach seiner Vernehmung zur Sache verlässt und danach nicht oder nur zeitweise in der Hauptverhandlung anwesend ist. (§ 415 StPO) 
Ergibt sich nach Eröffnung der Hauptverhandlung, dass der Beschuldigte doch schuldfähig bzw. verfahrensfähig ist, ist eine Überleitung in ein allgemeines Strafverfahren zulässig. Dem Beschuldigten ist Gelegenheit zu geben, sich auf die veränderte prozessuale Situation einzustellen und sich angemessen zu verteidigen. Behauptet der Beschuldigte, sich hierauf nicht angemessen vorbereitet zu haben, ist die Hauptverhandlung auszusetzen, ohne dass dem Gericht ein Beurteilungsspielraum zusteht. War die Hauptverhandlung ganz oder teilweise in Abwesenheit des Beschuldigten durchgeführt worden, muss die Hauptverhandlung insoweit wiederholt werden. (§ 416 StPO) 